# Jacaranda caucana
Jacaranda caucana es una especie de bignoniácea arbórea del género Jacaranda, familia Bignoniaceae.
Es nativa de Colombia, Costa Rica, Panamá y Venezuela. Es una planta que tiene propiedades medicinales.

## Descripción
Es de tamaño mediano con un tronco recto. La corona es ancha y redonda con hojas de helecho que casi llegan al suelo. Las hojas son pequeñas, puntiagudas y divididas en folíolos y subfolíolos. Durante la estación seca se producen grandes flores de color púrpura. Los frutos son "cápsulas leñosas". Las flores de color púrpura oscuro significan que se usa comúnmente como árbol ornamental en jardines.

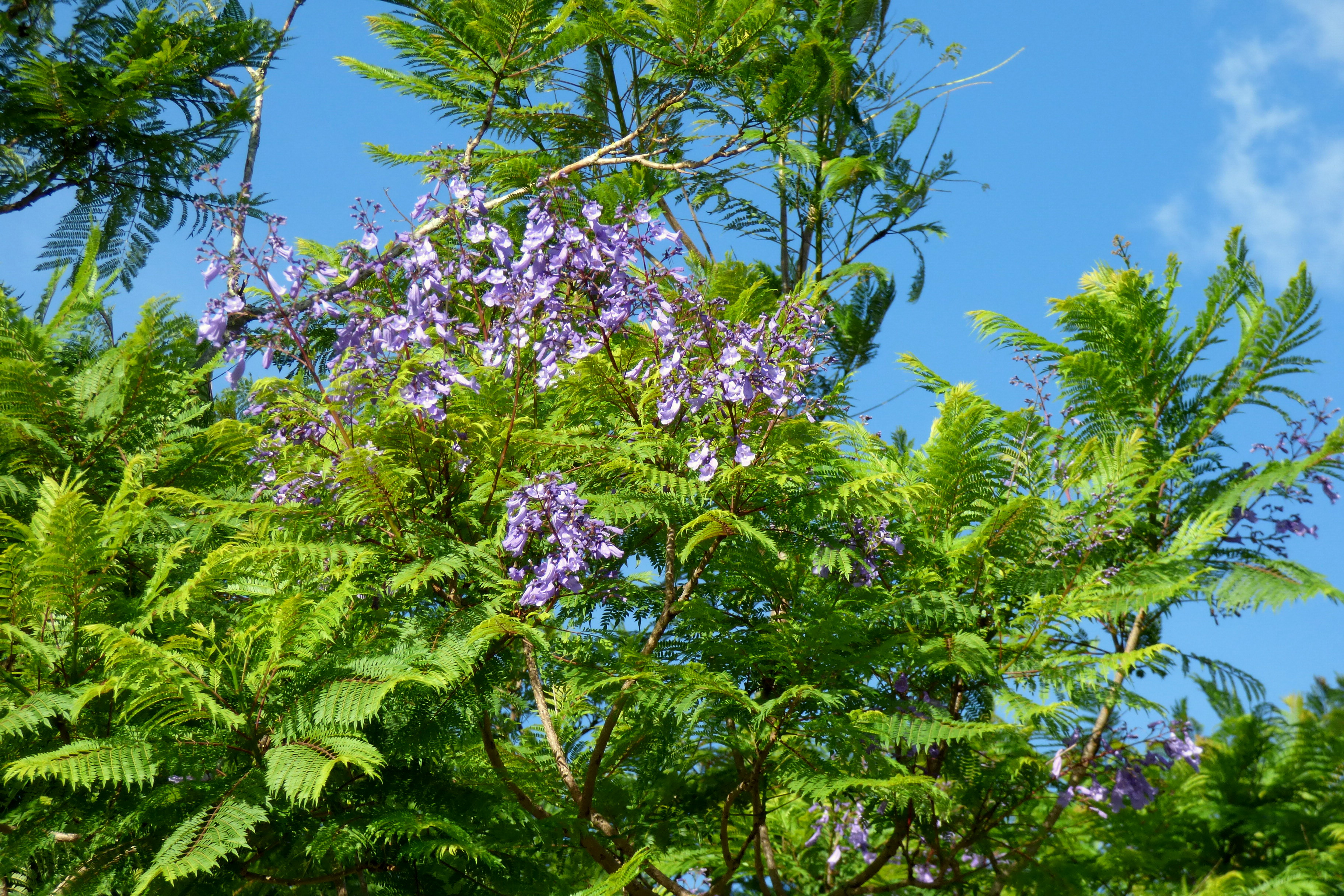
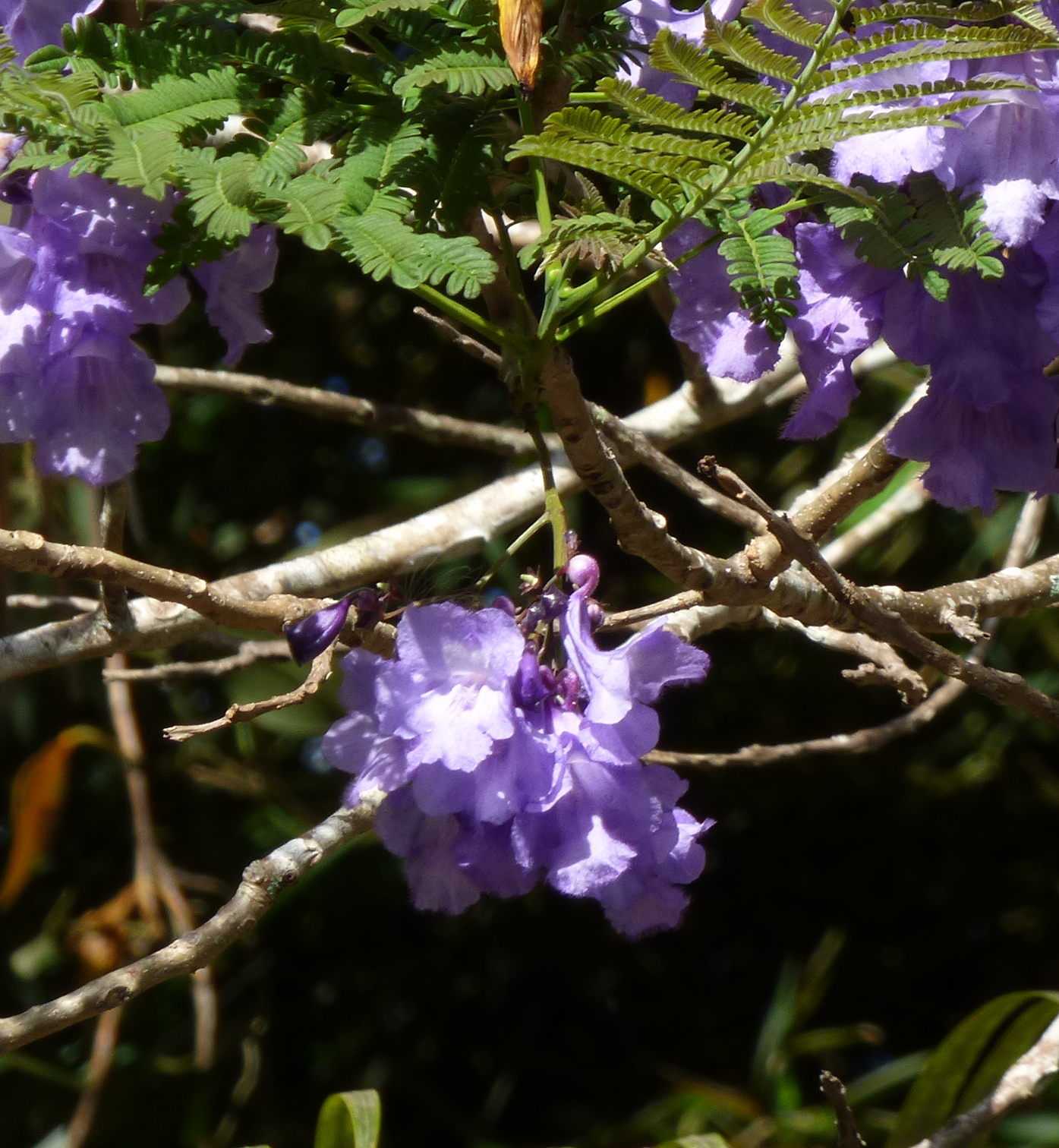
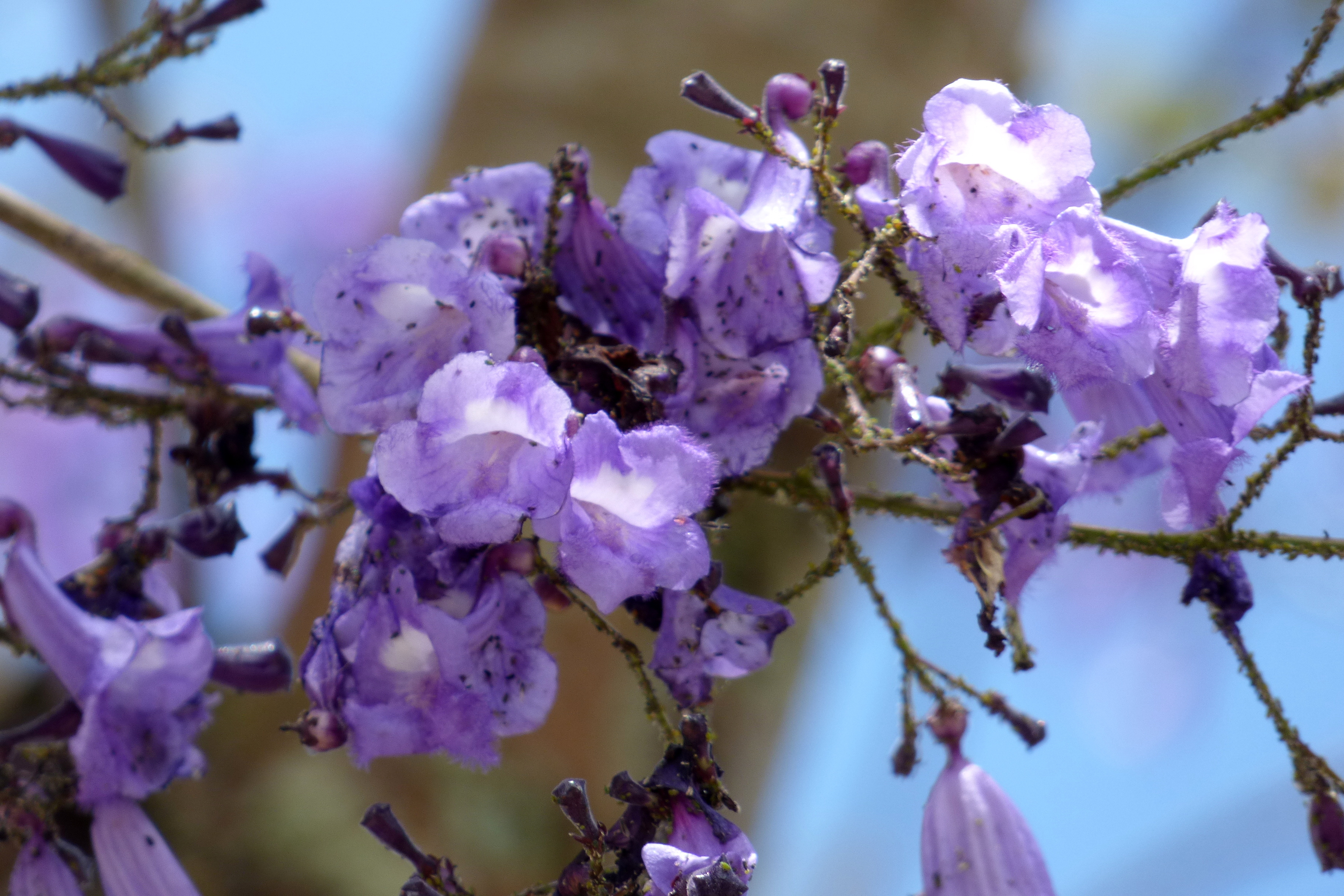
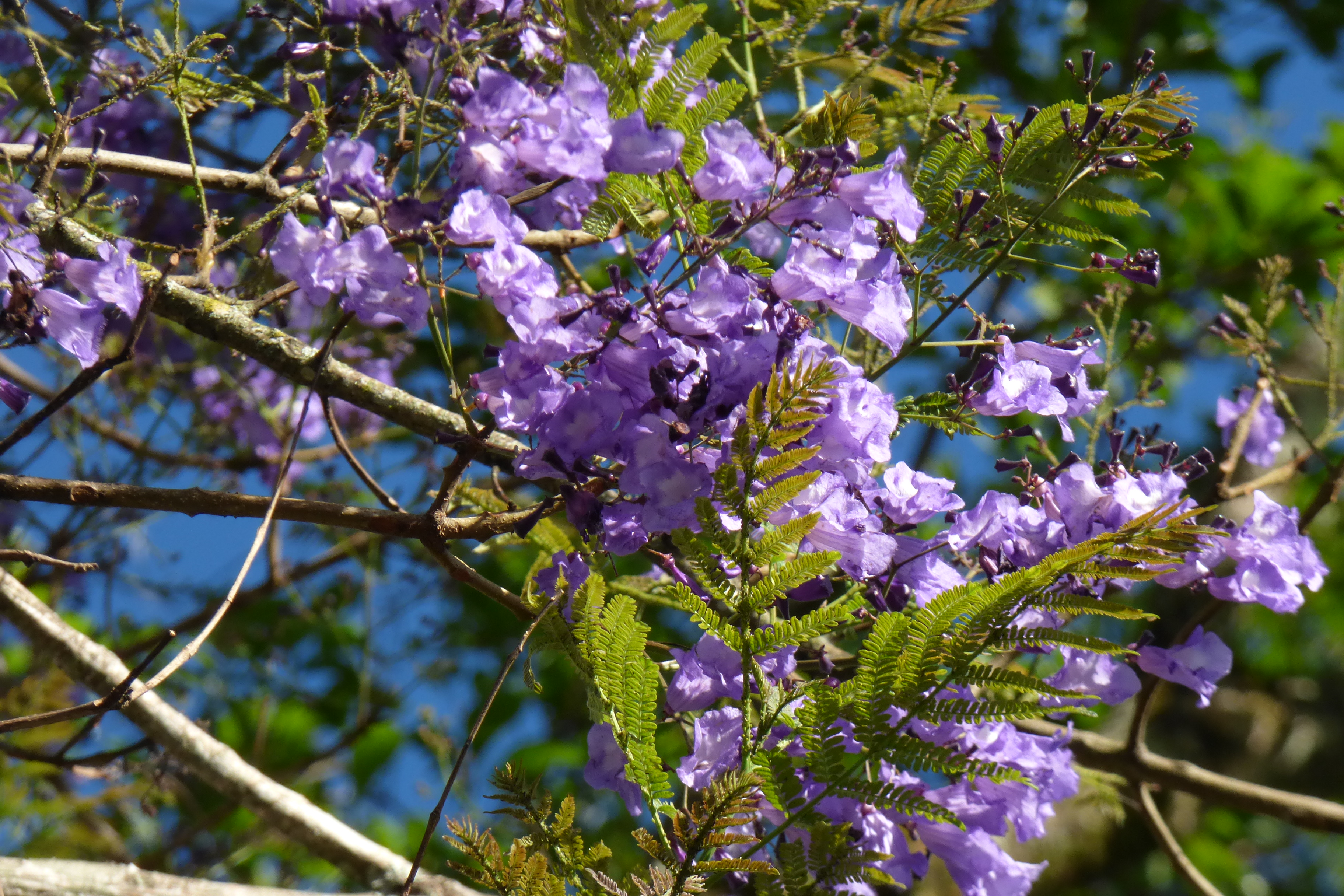
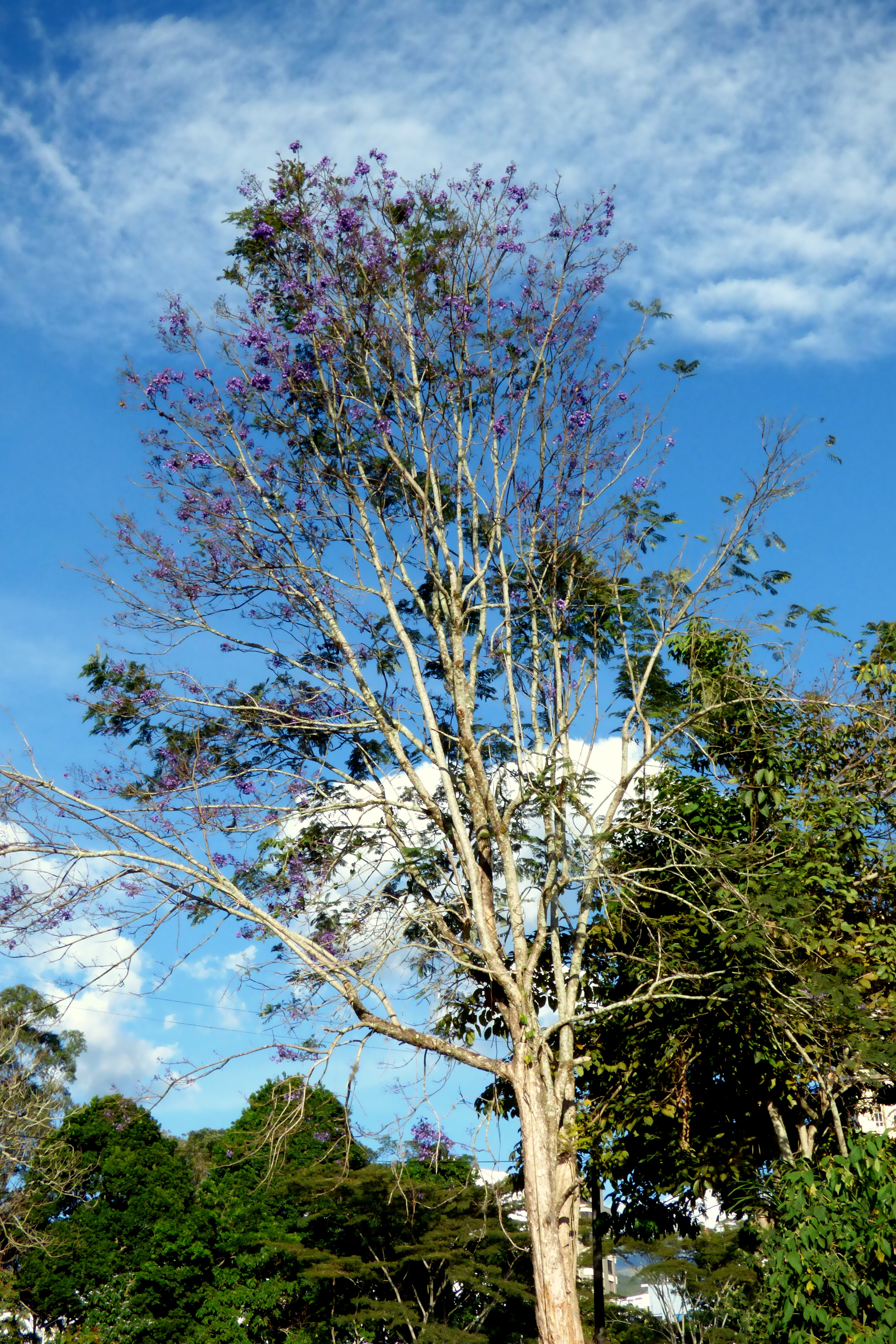